# Тенрю (Нагано)
Тенрю (яп. 天龍村 Тэнрю:-мура) — село в Японии, находящееся в уезде Симоина префектуры Нагано. Площадь села составляет 109,56 км², население — 1446 человек (1 августа 2014), плотность населения — 13,20 чел./км².

## Географическое положение
Село расположено на острове Хонсю в префектуре Нагано региона Тюбу. С ним граничат города Иида, Хамамацу, посёлок Анан и сёла Ясуока, Тоёне.

## Население
Население села составляет 1446 человек (1 августа 2014), а плотность — 13,20 чел./км². Изменение численности населения с 1980 по 2005 годы:
| 1980 | 3389 чел. |  |
| 1985 | 3051 чел. |  |
| 1990 | 2822 чел. |  |
| 1995 | 2445 чел. |  |
| 2000 | 2239 чел. |  |
| 2005 | 2002 чел. |  |

## Символика
Деревом села считается Trachycarpus fortunei, цветком — Lilium auratum, птицей — Eurystomus orientalis.